# Sonderstempel

Auszüge aus Stempelnormen für Sonderstempel

Normen für Sonderstempel der Deutschen Bundespost bis 1978

Sonderstempel sind alle amtlich anerkannten Poststempel zur Entwertung von Briefmarken. Ein Sonderstempel wird bei einer aus diesem Anlass eingerichteten Poststelle auf Sendungen, die über einen Briefkasten bei der Veranstaltung aufgeliefert oder auf anderweitig (z. B. auf dem Postweg) bei der stempelführenden Stelle vorgelegt wurden, abgeschlagen. Der Stempel kann für einen Tag, für die Dauer der Veranstaltung oder auch für längere Zeit in Gebrauch sein. Auch können mehrere Stempel während einer Veranstaltung, auch an verschiedenen Tagen, zur Verwendung kommen. Für Sammler behält das leitende Postamt den Sonderstempel gewöhnlich noch einige Tage zu Nachstempelungen bereit.

## Geschichte
Der erste bekannte Sonderstempel wurde in Großbritannien anlässlich der International Exhibition 1862 herausgegeben. In Deutschland gilt als erster Sonderstempel jener, der aus Anlass der Kölner Ausstellung 1875 benutzt wurde.
Seit 1935 gibt es in Deutschland, auch für Sonderstempel, eine Stempelnorm des Zentralamtes der Reichspost, ähnlich später des Instituts für Post- und Fernmeldewesen der Deutschen Post der DDR (1955) und des Posttechnischen Zentralamts in Darmstadt (1957). Änderungen in der Folgezeit betrafen unter anderem die Einführung der Postleitzahlen (1962 in der BRD) oder die Gestaltung von Sonderstempeln auch in Ovalform ab 1971.
Sonderstempel hatten in der Bundesrepublik Deutschland seit 1971 meist eine ovale Form, runde waren seitdem besonders für Ersttagsstempel in Gebrauch. Freie Formen waren seltener, jedoch kommen seit Anfang der 2000er Jahre in Deutschland auch häufiger wappenschildförmige Stempel vor. Mit Lockerung der Vorschriften gibt es seit 2005 vermehrt rechteckige oder sechseckige Formate.

## Arten
Man unterscheidet in Deutschland „allgemeine Sonderstempel“ und „besondere Sonderstempel“.
- Allgemeine Sonderstempel können gegen Entgelt beantragt werden.
- Besondere Sonderstempel werden hingegen ausschließlich zu staatstragenden Anlässen (Wahl des Bundespräsidenten) oder Jubiläen (50 Jahre Bundesrepublik Deutschland) angefertigt.

Bei der Gestaltung gelten strenge Vorschriften bezüglich Raster, Schriftart und Schriftgröße; insbesondere muss für die postalischen Angaben (Ortsbezeichnung, Postleitzahl und Datum) eine genormte Schrift verwendet werden.

## Galerie

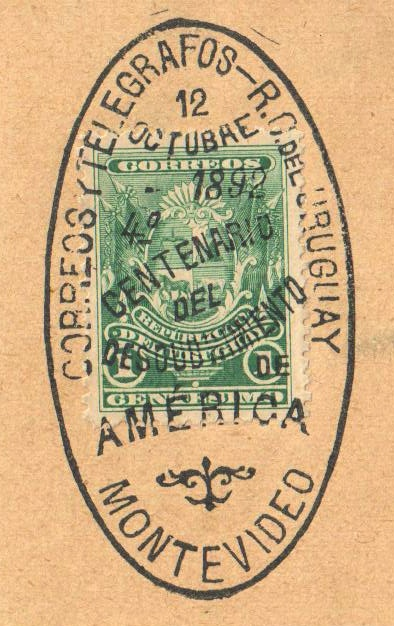
Historischer Sonderstempel in ovaler Form
Sonderstempel des Pressezentrums in Kiel, Olympische Spiele 1972
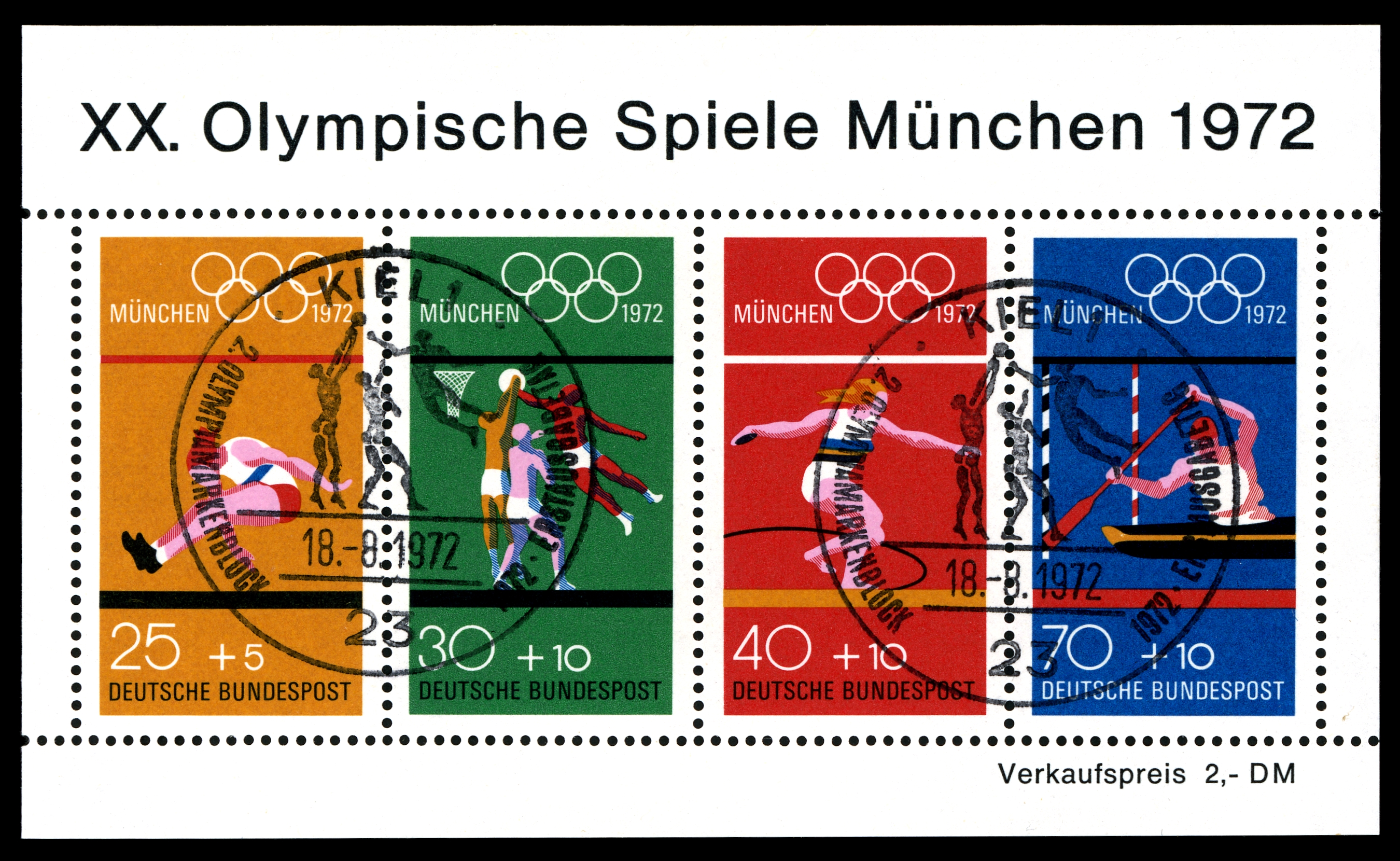
Sonderstempel vom Sonderpostamt Kiel 1972 mit ähnlichem Motiv wie die Briefmarke zu 30 Pfennig im Sonderblock
Sonderstempel in Form eines Römers (Weinglases) Stempeldaten: 3550 Langenlois 15. August 1973
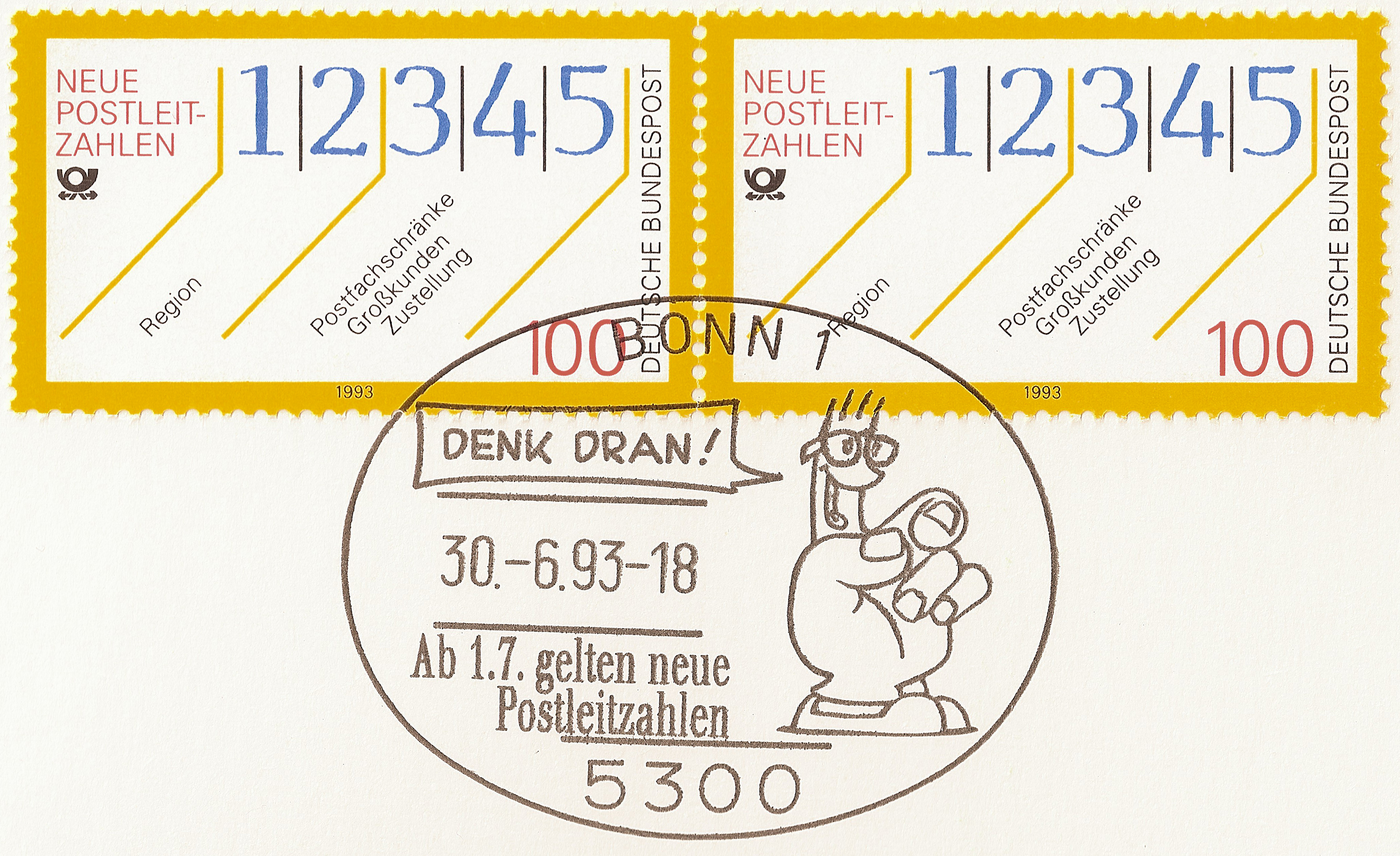
Sonderstempel anlässlich der Einführung neuer Postleitzahlen (1993)

## Philatelistischer Wert
Sonderstempel waren bis zur ersten Hälfte des 20. Jahrhunderts eine Ausnahme; folglich wurden Briefmarken, die damit abgestempelt waren, höher taxiert. Danach nahm die Zahl der Stempel und der Abstempelungen stark zu, ebenso die von „philatelistischen Belegen“, wie Ersttagsblättern und Ersttagsbriefen. Der Rückgang von Briefmarkensammlern führte zu einer Schwemme von entsprechenden Belegen auf den Markt, so dass hier Belege und Briefmarken mit Sonderstempeln in größerer Zahl vorhanden sind, mitunter mehr als sauber abgestempelte aus der echten Bedarfspost. Die Beliebtheit als Sammelobjekt für Philatelisten dürfte daher stark abgenommen haben.

## Nachweise
1. ↑  Deutsche Reichspost (1935), Reichspostzentralamt, Stempel Einteilung, Inschrift, Schnitt RPZ 427481/1
2. ↑  Harry Boog: Die Stempel vom Postamt Blankenburg/Harz, 1808–2002. ISBN 3-927828-61-0. Darin: 1955 Deutsche Post der DDR, Institut für Post- und Fernmeldewesen, Tagesstempel, IPF 427482/1, S. 14, 51, 55, Ersatz für RPZ Normblatt 427482/1
3. ↑  1957 Deutsche Bundespost (1957), Posttechnisches Zentralamt Ref. 1 B, Tagesstempel PTZ 1341.03, Ersatz für RPZ Normblatt 427482/1
4. ↑  Deutsche Bundespost (1962), Posttechnisches Zentralamt Ref. I H, Vorläufige Bestimmung über Tagesstempel von 28,5 mm Durchmesser mit neuer Postleitzahl, Stempelbilder, Inschrift, Schnitt
5. ↑  Deutsche Bundespost (1971), Posttechnisches Zentralamt Ref. A 16, Sonder- und Werbestempel, Bestimmungen, Nachfolger von 1962, Vollständig überarbeitet, Sonderstempel in Ovalform aufgenommen
6. ↑  Deutsche Bundespost (1978), Posttechnisches Zentralamt Ref. A 16, Sonder- und Werbestempel, Bestimmungen, Nachfolger von 1971, Änderung: Werbestempel in Ovalform jetzt bedingt zugelassen